# Dominique Strauss-Kahn
Dominique Gaston André Strauss-Kahn (Neuilly-sur-Seine, 25 aprile 1949) è un economista e politico francese, spesso indicato con l'acronimo DSK dalla stampa, soprattutto francese.
Membro del Partito Socialista, è stato ministro in dicasteri economici nei governi a guida socialista. È stato professore di macroeconomia a Sciences Po (Institut d'etudes politiques di Parigi). Dal 1º novembre 2007 al 18 maggio 2011 è stato direttore generale del Fondo Monetario Internazionale (FMI).
Il 14 maggio 2011 è stato arrestato a New York con l'accusa di tentata violenza sessuale ai danni di una cameriera di un albergo presso cui alloggiava a New York e quattro giorni dopo ha rassegnato le sue dimissioni dalla carica di Direttore del FMI. Le accuse a Strauss-Kahn si sono però poi rivelate insussistenti, e la procura ne ha chiesto l'archiviazione il 23 agosto 2011.

## Biografia
Il padre, Gilbert Strauss-Kahn (1918-1992), era figlio di un ebreo aschenazita alsaziano e di una donna francese, originaria della Lorena e di religione cattolica; la madre, Jacqueline Fellus (1919-2006), era figlia di una coppia di ebrei tunisini.

### Formazione e vita professionale
Nato in un quartiere residenziale alle porte di Parigi, Dominique ha vissuto in Marocco, ad Agadir, per poi trasferirsi a Monte Carlo in seguito al terremoto del 1960 ed ha studiato all'HEC Paris e all'Institut d'études politiques (Sciences Po) di Parigi. Non ha superato il concorso di ammissione all'École nationale d'administration (ENA) ma ha conseguito la laurea magistrale in diritto pubblico e il dottorato in scienze economiche - materia che ha insegnato a Nancy e a Nanterre - ed è oggi professore ordinario di macroeconomia a Sciences Po, a Parigi. Nel 1993 ha fondato lo studio legale DSK Consultants per esercitare la professione di avvocato.

### I primi passi
Il suo percorso politico è strettamente legato a quello di Lionel Jospin, divenuto segretario del Partito socialista francese (PS), in seguito all'elezione di François Mitterrand alla presidenza della Repubblica.
Nel 1986 fu eletto per la prima volta deputato, nell'Alta Savoia. Rieletto nel 1988 in un collegio uninominale della Val-d'Oise, nell'hinterland parigino, fu in seguito nominato presidente della Commissione Finanze dell' Assemblée nationale.
Nel 1991 entrò come ministro dell'Industria e del Commercio estero nel governo di Édith Cresson, funzione che mantenne nel governo di Pierre Bérégovoy fino alle elezioni politiche del 1993, vinte da una coalizione di centro-destra. In seguito alla sconfitta elettorale, fu nominato presidente del gruppo di esperti del PS, creato da Claude Allègre e rilanciato da Michel Rocard.
Nel 1994 partecipò al Cercle de l'Industrie, un circolo in difesa dell'industria francese a Bruxelles, insieme all'imprenditore Vincent Bolloré e Louis Schweitzer, amministratore delegato del gruppo Renault.
Eletto sindaco di Sarcelles per la prima volta nel 1995, ha in seguito rinunciato alla carica dopo la nomina a ministro dell'Economia, delle Finanze e dell'Industria nel governo di Lionel Jospin, nel 1997.

#### Ministro dell'Economia
Nel 1997, Lionel Jospin, nuovo Primo ministro francese, lo nominò ministro dell'Economia, delle Finanze e dell'Industria. Dominique Strauss-Kahn divenne così uno dei personaggi di punta del governo. I buoni risultati dell'economia francese, la forte crescita e la creazione di nuovi posti di lavoro nel settore privato contribuirono a consolidare la popolarità del ministro nel partito e nell'opinione pubblica.

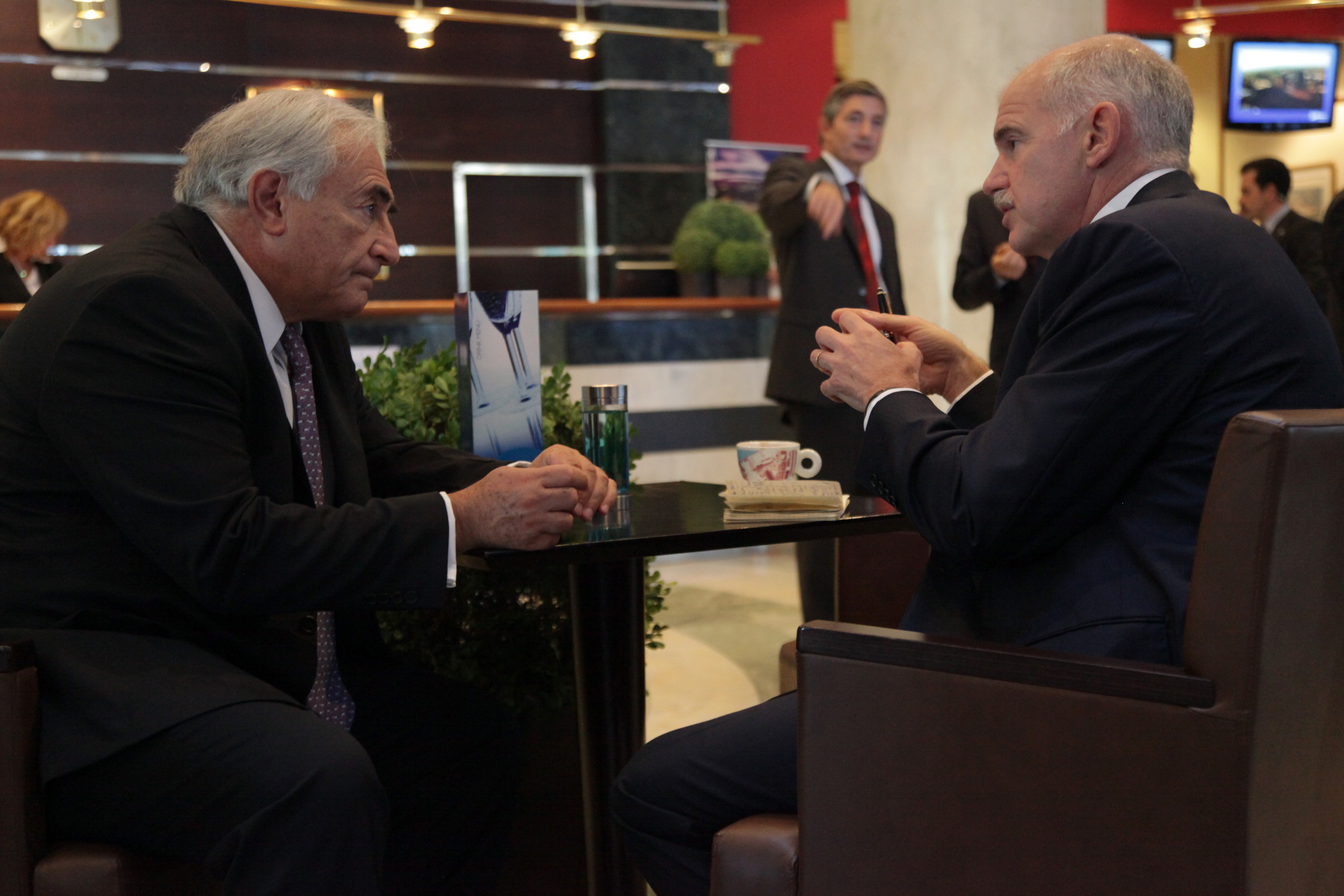
Dominique Strauss-Kahn assicura le sue funzioni al FMI nel quadro della crisi bancaria e finanziaria dell'autunno 2008, che precipita la crisi economica della Grecia; qui con il Primo ministro greco Giōrgos Papandreou, il 13 settembre 2010.

Capolista alle elezioni regionali del 1998 nell'Île-de-France, portò i socialisti alla vittoria, rinunciando però alla presidenza della Regione a favore di Jean-Paul Huchon per rimanere ministro.
Le principali iniziative del suo mandato ministeriale furono l'abbassamento dell'IVA al 5,5% nel settore edile per rilanciare l'attività del settore e disincentivare l'evasione fiscale. Attraverso una politica di rigore economico e di privatizzazioni riuscì a fare rientrare il deficit pubblico sotto la soglia del 3%, imposta dai parametri di Maastricht, garantendo alla Francia l'ingresso nella zona dell'euro. Malgrado la sua opposizione, non riuscì a impedire la riduzione del tempo di lavoro a 35 ore settimanali, misura fortemente voluta dal ministro delle Politiche sociali Martine Aubry.
Indagato in diversi processi legati alla sua attività di avvocato nei primi anni novanta, Dominique Strauss-Kahn rassegnò le proprie dimissioni da ministro nel novembre 1999. Il primo ministro Lionel Jospin era talmente certo della sua estraneità, da sostituirlo in un primo momento con il segretario di stato Christian Sautter e quindi manifestando l'intenzione di reintegrarlo quanto prima alla guida dell'economia. Alcuni esponenti del suo stesso partito gli riservarono un sostegno tiepido e qualcuno, come Ségolène Royal, usò addirittura parole aspre nei suoi riguardi, ma lui preferì non tenerne conto. Nel 2001 venne interamente scagionato da ogni accusa e fu rieletto deputato poco dopo in un'elezione suppletiva.

#### Le ambizioni presidenziali
Dopo la vittoria di Jacques Chirac alle elezioni presidenziali del 2002, Dominique Strauss-Kahn venne rieletto deputato nel collegio uninominale di Sarcelles alle elezioni politiche immediatamente successive. Tuttavia, il Partito socialista, stroncato dal sorpasso da parte di Jean-Marie Le Pen al primo turno delle presidenziali, perse le elezioni politiche a favore della destra.
Insieme a Michel Rocard fondò il club di riflessione À gauche en Europe (A sinistra in Europa) e presiedette la corrente del partito socialista Socialisme et Démocratie (Socialismo e democrazia), d'ispirazione riformatrice.
Dopo avere sostenuto la mozione maggioritaria presentata dal segretario François Hollande al congresso del Partito socialista di Le Mans, annunciò nel maggio 2006 la sua intenzione di partecipare alle primarie organizzate dal partito per designare il candidato ufficiale alle elezioni presidenziali del 2007. Gli altri concorrenti erano l'ex primo ministro Laurent Fabius e la presidente della regione Poitou-Charentes, Ségolène Royal. Nel novembre 2006 gli iscritti al partito socialista votarono il loro candidato e Strauss-Kahn ottenne il 20% dei voti, appena davanti a Fabius, in una elezione nettamente favorevole a Royal, vincitrice fin dal primo turno con il 60% dei voti.

### Direttore generale del Fondo monetario internazionale

#### La nomina

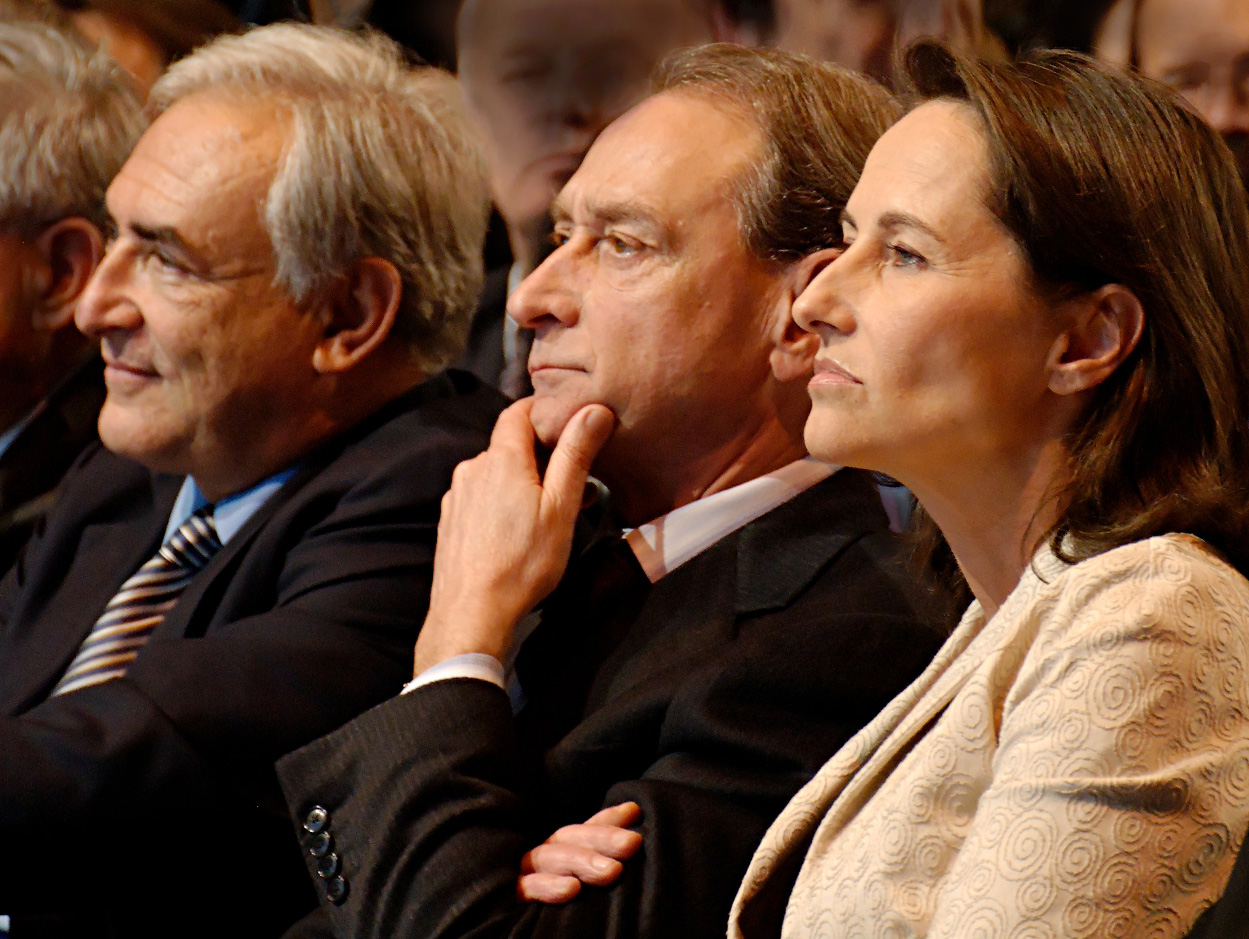
Dominique Strauss-Kahn a fianco di Bertrand Delanoë e Ségolène Royal il 6 febbraio 2007 nella halle Georges-Carpentier (Parigi).

Nel luglio 2007 Dominique Strauss-Kahn venne candidato ufficialmente alla direzione generale del Fondo monetario internazionale (FMI) dal presidente della Repubblica francese Nicolas Sarkozy. La sua designazione fu appoggiata, oltre che da Sarkozy, da Jean-Claude Juncker e da Romano Prodi. Con questo sostegno europeo e col consenso degli Stati Uniti d'America, vinse su quella dell'unico antagonista, l'ex premier ceco Josef Tošovský, sostenuta dal presidente russo Putin; il 28 settembre 2007 Strauss-Kahn fu nominato alla testa dell'FMI, entrando così nell'esclusivo club dei francesi che dirigono istituzioni economiche internazionali. Gli altri sono Jean-Claude Trichet (BCE), Pascal Lamy (OMC) e Jean Lemierre (BERS).
La sua nomina a Direttore Generale portava con sé dei progetti di forte cambiamento programmatico e di mutamento degli indirizzi ideologici del Fondo e si caratterizzava per una piattaforma di principi marcatamente keynesiani, in contrasto con la scuola di orientamento liberista dominante presso il FMI. Aveva destato scalpore in particolare all'interno dell'istituto un suo discorso tenuto alla Brookings Institution nell'aprile del 2011 (un mese prima dello scandalo a sfondo sessuale di cui fu vittima) in cui metteva in discussione i principi liberali ai quali si ispirava il FMI e proponeva apertamente di combattere la diseguaglianza dei redditi attraverso il ritorno alla piena occupazione e gli investimenti di natura pubblica.
Strauss-Kahn ebbe a dichiarare che se fosse stato eletto al vertice del FMI sarebbe rimasto in carica per tutta la durata del suo mandato (dal 1º novembre 2007 al 1º novembre 2012), escludendo implicitamente di essere intenzionato a presentarsi alle elezioni presidenziali francesi del maggio 2012.

### Gli scandali a sfondo sessuale

#### Il primo scandalo a sfondo sessuale: l'affairePiroska Nagy
Il 18 ottobre 2008 il Wall Street Journal rivelò che un'inchiesta interna era stata aperta per accertare se DSK avesse dato prova di favoritismi all'interno dell'organizzazione a favore della sua amante Piroska Nagy, da lungo tempo responsabile del dipartimento FMI che si occupa dei problemi finanziari dell'Africa. Quest'ultima lo accusò di abuso della sua posizione. Dominique Strauss-Kahn presentò pubblicamente le sue scuse alla moglie Anne Sinclair, così come al personale del Fondo monetario internazionale per aver commesso un erreur de jugement (errore di valutazione) nell'aver avuto una relazione con una sua subordinata e il 25 ottobre fu discolpato dalla commissione d'inchiesta del Fondo, ove però il decano del Consiglio di Amministrazione del Fondo sottolineò che egli aveva commesso atti «regrettables et reflétant une grave erreur de jugement (incresciosi e rivelatori di un grave errore di valutazione)» (Il 6 maggio 2011, a seguito dell'affaire Piroska Nagy, la molestia [a fini sessuali, n.d.r. ] è divenuta motivo di licenziamento nel Fondo monetario internazionale.)

#### Il secondo scandalo a sfondo sessuale: l'arresto negli USA
Il 14 maggio 2011 Dominique Strauss-Kahn è stato arrestato a New York con l'accusa di tentata violenza sessuale ai danni di una cameriera del Sofitel di Manhattan, tra la 5th Avenue e la 45ª strada, Nafissatou Diallo, ove DSK era alloggiato. La notizia ha destato molto scalpore in Francia in quanto Strauss-Kahn era ritenuto uno dei possibili candidati "di prestigio" del Partito Socialista Francese alle elezioni presidenziali del 2012. Quattro giorni dopo l'arresto, ha rassegnato le sue dimissioni dalla carica di direttore del FMI: a sostituirlo, l'ex ministro dell'economia francese Christine Lagarde. Dopo 6 giorni di detenzione nel carcere di massima sicurezza di Rikers Island, previo pagamento di una cauzione di 6 milioni di dollari, all'economista sono stati concessi gli arresti domiciliari.
Il 1º luglio il New York Times ha annunciato una svolta nell'indagine: gli investigatori avrebbero difatti rilevato pesanti incongruenze nel racconto dell'accusatrice, nonché eventi specifici che hanno minato seriamente la sua credibilità. Secondo il procuratore, la donna avrebbe deliberatamente mentito davanti al Gran Giurì. Per questo, a Strauss-Kahn sono stati revocati gli arresti domiciliari e restituita la cauzione milionaria. Il 23 agosto 2011, la procura di New York ha definitivamente archiviato le accuse nei suoi confronti. Tuttavia l'accusatrice ha intentato, per questo episodio, una causa civile contro l'ex direttore del FMI. A fine 2012 Dominique Strauss Kahn ha chiuso anche la vertenza civile con la cameriera dell'hotel che lo aveva accusato, versandole un indennizzo concordato davanti al giudice a New York.

#### Il terzo scandalo a sfondo sessuale: l'accusa del "giro" di prostituzione all'Hotel Carlton di Lille
Nel 2015 ha deposto in giudizio relativamente ad accuse mosse a lui, unitamente ad altri imputati, relative allo sfruttamento della prostituzione di una serie di ragazze coinvolte in orge alle quali lo stesso Strauss-Kahn aveva, a volte, partecipato. La posizione difensiva dello Strauss-Kahn è stata quella di ammettere la partecipazione ai festini, negando però di aver sfruttato così come di essere stato a conoscenza dello sfruttamento economico della partecipazione delle ragazze. A febbraio la Procura di Lille ha chiesto il proscioglimento di Strauss Kahn poiché i legali di due persone costituitesi parti civili hanno sostenuto di difettare di elementi per proseguire l'azione.
Il 12 giugno dello stesso anno la Corte di Lille lo ha prosciolto dalle accuse di sfruttamento aggravato della prostituzione; le associazioni delle parti civili hanno dichiarato che non interporranno appello. A processo con altri 10 imputati, rischiava fino a dieci anni di carcere e un milione e mezzo di euro di multa.

## Documentari e film
La piattaforma Netflix ha messo in rete il 7 dicembre 2020 quattro puntate del documentario Chambre 2806: l'affaire Dsk del regista francese Jalil Lespert sostenendo la tesi dello stupro di Nafissatou Diallo in America e di abusi su altre donne tra cui la giornalista e scrittrice Tristane Banon e l'economista ungherese Piroska Nagy. 
Nel 2014 il Festival di Cannes ha presentato il film Welcome to New York, di Abel Ferrara con Gérard Depardieu nel ruolo dell'ex direttore del Fondo monetario.

## Vita privata
Dopo aver incontrato Hélène Dumas nel 1963 (nel corso di un pic-nic sulla spiaggia di Mentone con alcuni compagni del liceo Alberto I, nel Principato di Monaco), la sposò nel 1967 e la coppia ebbe tre figli (Vanessa, Marine e Laurin).
DSK divorziò da Hélène Dumas e si risposò nel 1986 con Brigitte Guillemette, presidente e direttore generale del gruppo Corolle PR, controllata dal gruppo Mattel, dalla quale ebbe, nel 1985, una figlia: Camille.
Nel 1989 divorziò dalla seconda moglie; sposò in terze nozze, con una cerimonia in sinagoga il 26 novembre 1991,  Anne Sinclair, allora giornalista della rete televisiva TF1 e presentatrice della trasmissione politica domenicale Sept sur sept (Sette su sette), ella stessa divorziata dal giornalista Ivan Levaï. In quell'occasione gli fu testimone di nozze, insieme a suo padre, Lionel Jospin. La coppia tuttavia si è ufficialmente separata nell'estate del 2012 a seguito del secondo scandalo a sfondo sessuale. Strauss-Kahn si sposa per la quarta volta nel 2017 .

## Pensiero politico

### Principi economici e sociali
Per Dominique Strauss-Kahn la globalizzazione è un'opportunità che deve sapere essere colta nel modo giusto perché tutti i francesi possano approfittare dei suoi vantaggi.
Le nuove condizioni economiche e sociali implicano un rinnovamento dei principi socialisti rispetto al passato che devono appoggiarsi a tre punti fondamentali: la ridistribuzione della ricchezza, la regolazione dell'economia e la lotta alle ineguaglianze alla nascita.

### Europa
Le istituzioni europee rappresentano per Dominique Strauss-Kahn una grande opportunità per garantire il futuro ed i diritti dei cittadini francesi, quindi europei.
È favorevole a un rafforzamento delle istituzioni europee e allo sviluppo dell'integrazione economica e la cooperazione politica tra l'Europa e i paesi dell'area del Mediterraneo per risolvere i problemi di immigrazione e sicurezza. In ambito economico auspica una riforma del patto di stabilità e di crescita e dello statuto della Banca centrale europea per consentire la coordinazione delle politiche fiscali e monetarie (policy mix) e un aumento considerevole delle risorse a disposizione della Commissione.
Nel 2005 ha preso posizione favorevole al progetto di Costituzione europea, bocciato da parte del 54% dei cittadini francesi.

### Istruzione
Dominique Strauss-Kahn è favorevole ad una riforma radicale del sistema universitario che permetta un aumento significativo dei mezzi a disposizione degli atenei. La percentuale di francesi che ottengono la laurea è del 30% contro l'80% della Corea del Sud e della Svezia ed il 50% degli Stati Uniti d'America. Il sistema dovrebbe essere rinnovato attraverso la concessione di una maggiore autonomia dei singoli atenei che incentivi la concorrenza e la sinergia con il settore delle imprese. L'uguaglianza ed il merito personale devono ritornare al centro del sistema che comunque deve restare pubblico.

### Aneddoti
Jacques Chirac non ha mai fatto mistero di provare simpatia umana per "DSK". Durante la coabitazione con il governo Jospin, nel corso di un viaggio di stato, l'allora Presidente della Repubblica si è accorto che il ministro dell'economia, rimasto in maniche di camicia, incominciava ad avere freddo. Così Chirac si tolse immediatamente la giacca e gliela mise sulle spalle.
Al primo turno delle elezioni presidenziali del 2002, esattamente cinque minuti dopo che erano stati resi noti i risultati che vedevano Lionel Jospin escluso dal ballottaggio, "DSK", fissando l'obiettivo della telecamera, non esitò ad affermare che al ballottaggio avrebbe votato per Jacques Chirac. François Fillon, che partecipava alla trasmissione, ha replicato rendendo omaggio a Strauss-Kahn.
Sempre nel corso di un dibattito televisivo, all'indomani delle elezioni legislative del 2002, Strauss-Kahn ha esordito felicitandosi con l'esponente del Raggruppamento per la Repubblica (RPR) Alain Juppé per i brillanti risultati elettorali conseguiti dal suo partito. In collegamento diretto da Bordeaux Juppé, di solito molto caustico con gli avversari politici, ha ringraziato "DSK" con le parole: «Lei è un bon joueur, ed è un'ottima cosa».

## Opere
- Inflation et partage des surplus; le cas des ménages (Inflazione e condivisione degli avanzi di bilancio. Il caso dei nuclei familiari). Cujas, 1975 (in collaborazione con André Babeau e André Masson).
- Economie de la famille et accumulation patrimoniale (Economia della famiglia e accumulazione patrimoniale). Cujas. 1977.
- La Richesse des Français- Epargne, Plus-value/Héritage (La ricchezza dei Francesi - Risparmio, Plusvalore/Eredità) (in collaborazione con André Babeau). Parigi: PUF, 1977. Collezione «L'économiste» a cura di Pierre Tabatoni.
- Pierre Bérégovoy: une volonté de réforme au service de l'économie 1984-1993 (Pierre Bérégovoy: una volontà di riforma al servizio dell'economia 1984-1993). Cheff, 2000 (in collaborazione con Christian Sautter).
- La flamme et la cendre (La fiamma e la cenere), Grasset, 2002.
- Oui, lettre ouverte aux enfants d'Europe (Sì, lettera aperta ai figli d'Europa). Grasset et Fasquelle, 2004.
- DVD pour le Oui à la constitution (DVD per il Sì alla costituzione), 2005.
- 365 jours, journal contre le renoncement (365 giorni, diario contro la rinuncia), Grasset 2006.

## Mandati
- 02/04/1986 - 14/05/1988: deputato
- 13/06/1988 - 16/06/1991: deputato
- 20/03/1989 - 18/03/1990: consigliere comunale a Sarcelles (Val-d'Oise)
- 19/03/1990 - 17/06/1995: consigliere comunale a Sarcelles (Val-d'Oise)
- 17/05/1991 - 02/04/1992: ministro dell'Industria e del Commercio estero
- 03/04/1992 - 29/03/1993: ministro dell'Industria e del Commercio estero
- 18/06/1995 - 18/03/2001: consigliere comunale a Sarcelles (Val-d'Oise)
- 18/06/1995 - 03/06/1997: sindaco di Sarcelles
- 01/06/1997 - 04/07/1997: deputato
- 04/06/1997 - 18/03/2001: assessore a Sarcelles
- 04/06/1997 - 02/11/1999: ministro dell'Economia, delle Finanze e dell'Industria
- 15/03/1998 - 02/04/2001: consigliere regionale in Ile-de-France.
- 02/04/2001 - 19/10/2007: deputato
- 28/09/2007 - 18/05/2011: direttore generale Fondo monetario internazionale